# Arion Bank
Arion Banki hf., antiguamente Nýja Kaupþing hf. (tdl. ‘New Kaupthing’), es un banco islandés que traza sus raíces a 1930. El banco opera en el área del Gran Reykiavik así como en las mayores áreas urbanas del país. En 2016 el banco tenía la tercera mayor porción del mercado de cuentas corrientes en Islandia (30%), por detrás del Landsbankinn (36.1%) y el Íslandsbanki (31%). El banco tiene 13 sucursales por todo el país y más de 100.000 clientes. En los años recientes, el banco se ha enfrentado a críticas por el cierre de varias de sus sucursales en poblaciones pequeñas a lo largo de Islandia.